# リッキー・ティードマン
- リッキー・タイドマン

タリック・レニ・ティードマン（Tariq Leni Tiedeman, 2002年8月18日 - ）は、アメリカ合衆国カリフォルニア州ロングビーチ出身のプロ野球選手（投手）。左投左打。MLBのトロント・ブルージェイズ傘下所属。

## 経歴
2021年のMLBドラフト3巡目（全体91位）でトロント・ブルージェイズから指名されプロ入り。
2022年に傘下のA級ダニーデン・ブルージェイズでプロデビューし、その後A+級バンクーバー・カナディアンズへ昇格した。

## 家族
兄のタイもプロ野球選手（投手）で、現在はテキサス・レンジャーズ傘下でプレーしている。